# Pyrrhobryum spiniforme
Pyrrhobryum spiniforme là một loài rêu trong họ Rhizogoniaceae. Loài này được (Hedw.) Mitt. mô tả khoa học đầu tiên năm 1868.